# Martyniwka (Poltawa)
Martyniwka (ukrainisch Мартинівка; russisch Мартыновка Martynowka) ist eine Siedlung im Osten der ukrainischen Oblast Poltawa mit etwa 1700 Einwohnern.
Die Ansiedlung entstand im 19. Jahrhundert und liegt am Fluss Balka Popodja (Балка Поподя), 54 Kilometer östlich der Rajons- und Oblasthauptstadt Poltawa, das ehemalige Rajonszentrum Karliwka befindet sich 13 Kilometer südwestlich.
Sie trug zunächst den ukrainischen Namen Tok (Ток) später bis 12. Mai 2016 dann den ukrainischen Namen Chalturyne (Халтурине) und wurde im Rahmen der Dekommunisierung in der Ukraine umbenannt.

## Verwaltungsgliederung
Am 6. Dezember 2019 wurde die Ansiedlung zum Zentrum der neugegründeten Landgemeinde Martyniwka (Мартинівська сільська громада/Martyniwska silska hromada). Zu dieser zählen auch die 4 in der untenstehenden Tabelle aufgelisteten Dörfer sowie die Ansiedlungen Krasne, Tyschenkiwka, Schewtschenka und Wakulycha, bis dahin bildete sie zusammen mit dem Dorf Marjaniwka sowie den Ansiedlungen Krasne, Tyschenkiwka, Schewtschenka und Wakulycha die gleichnamige Landratsgemeinde Martyniwka (Мартинівська сільська рада/Martyniwska silska rada) im Nordosten des Rajons Karliwka.
Am 17. Juli 2020 kam es im Zuge einer großen Rajonsreform zum Anschluss des Rajonsgebietes an den Rajon Poltawa.
Folgende Orte sind neben dem Hauptort Martyniwka Teil der Gemeinde:
| Name                     | Name       | Name                      |
| ukrainisch transkribiert | ukrainisch | russisch                  |
| ------------------------ | ---------- | ------------------------- |
| Biluchiwka               | Білухівка  | Белуховка (Beluchowka)    |
| Krasne                   | Красне     | Красное (Krasnoje)        |
| Marjaniwka               | Мар’янівка | Марьяновка (Marjanowka)   |
| Schewtschenka            | Шевченка   | Шевченко (Schewtschenko)  |
| Snamenka                 | Знаменка   | Знаменка                  |
| Tyschenkiwka             | Тишенківка | Тишенковка (Tischenkowka) |
| Wakulycha                | Вакулиха   | Вакулиха (Wakulicha)      |
| Warwariwka               | Варварівка | Варваровка (Warwarowka)   |